# 640 (szám)
A 640 (római számmal: DCXL) egy természetes szám.

## A szám a matematikában
A tízes számrendszerbeli 640-es a kettes számrendszerben 1010000000, a nyolcas számrendszerben 1200, a tizenhatos számrendszerben 280 alakban írható fel.
A 640 páros szám, összetett szám, kanonikus alakban a 27 · 51 szorzattal, normálalakban a 6,4 · 102 szorzattal írható fel. Tizenhat osztója van a természetes számok halmazán, ezek növekvő sorrendben: 1, 2, 4, 5, 8, 10, 16, 20, 32, 40, 64, 80, 128, 160, 320 és a 640. Harshad-szám, értéke megegyezik egy négyzetmérföldben található acre-k számával.
Tizenhatszögszám.